# Brasil en la Copa Mundial de Fútbol de 1938
La edición de 1938 de la Copa Mundial de Fútbol marcó la tercera participación de la Selección de fútbol de Brasil en el torneo.
La participación de Brasil fue elogiada por la prensa local. El Jornal dos Sports imprimió en portada: "Que vuelvan los reyes del fútbol", mientras se quejaba de las decisiones arbitrales y lamentaba la ausencia de Leônidas en la semifinal. Los partidos contra los checos se conocieron como la Batalla de Burdeos. 
El entrenador fue Ademar Pimenta y el capitán Leônidas da Silva. 

## La Campaña
Brasil convocó al mejor equipo que pudo formar. En 1937, la Confederación Brasileña de Deportes y la Federación Brasileña de Fútbol se unieron y pusieron fin a la "división" de 1934. El viaje con el Barco de vapor duró doce días. Fue la primera Copa del Mundo en la que se transmitieron por radio los boletines del torneo.
Como no se eligió la sede del torneo, la Selección Argentina de fútbol encabezó un boicot por parte de los países americanos. Brasil no participó y acabó ganando el puesto automáticamente, sin tener que jugar los partidos eliminatorios.
En el partido de debut, victoria por 6-5 sobre la Polonia. El partido se desarrolló bajo una ligera lluvia. Los brasileños empezaron mejor. Lopes se la pasó a Perácio, que disparó al poste. Romeu sirvió a Leónidas para abrir el marcador. 1 a 0. Penalti de Domingos sobre Wilimowski. Scherfke carga y empata el partido. Leónidas pasa a Romeo. 2 a 1. Centro de Lopes y cabezazo de Perácio. 3 a 1. En el segundo tiempo llega la lluvia. Wilimowski dispara, el balón se desvía en Machado y engaña al portero brasileño. 3 a 2. Wilimowski empata el partido en los primeros 15 minutos del segundo tiempo. 3 a 3. Perácio con remate lejano. 4 a 3. La afición se pone del lado de los brasileños y grita "¡Brasil! ¡Brasil!". Wilimowski volvió a empatar el partido en el minuto 89 cuando el campo era un atolladero. El partido llega a la prórroga. Pase de Romeo y Leónidas lo hace. 5 a 4. El portero polaco se equivoca y pega el saque de meta a los pies de Leónidas, que anota el sexto. 6 a 4. Wilimowski acortó distancias en el minuto 118, pero no hubo tiempo para nada más. 6 a 5. Para el Jornal dos Sports, Leonidas y Romeu fueron las mayores figuras de Brasil. Domingos actuó con fiebre de 38 grados.
En el segundo juego, Brasil empató con lo los checos en el partido conocido como la Batalla de Burdeos. El Jornal dos Sports acusó a los checos de excesiva violencia: "Con otro árbitro ganaríamos el partido". Brasil jugó con 9 hombres durante la mayor parte del partido. Tres de las cuatro expulsiones en esta edición del Mundial se produjeron en ese partido (la otra fue del alemán Hans Pesser, en el minuto 6 de la prórroga en el empate 1-1 con Suiza). Zezé Procópio fue el primero, apenas en el minuto 14 de la primera parte, tras disparar a Nejedlý sin balón. Al 44' del segundo tiempo, Machado y Říha intercambiaron agresiones y el árbitro húngaro Pal von Hertzka también les pidió que abandonaran el campo. El partido marcó la inauguración del nuevo estadio Parc Lescure de Burdeos. Esto obligó a las dos delegaciones a realizar largos viajes en tren. Los checos recorrieron 521 kilómetros desde Le Havre y los brasileños 758 kilómetros desde Estrasburgo (un viaje de casi 12 horas). Paso de Perácio a Leonidas. 1 a 0. En el minuto 20 del final, Nejedlý y Šimůnek intercambiaron pases y Domingos da Guia intentó cortar con el pecho, pero atrapó el balón con el brazo. Penalti indiscutible. Oldřich Nejedlý disparó y convirtió. Al final de la prórroga persistía el empate 1-1. El saldo del partido se reflejó en los números. Fueron 118 ataques por cada equipo, según el Jornal dos Sports. El portero eslavo František Plánička jugó más de media hora con una clavícula dislocada tras un choque con Perácio y el máximo goleador Oldřich Nejedlý (goleador del Mundial de 1934) se fracturó el pie derecho. Ambos quedaron fuera del partido de la eliminatoria, previsto para apenas 48 horas después. Del lado brasileño, Perácio estaba y Leônidas no estaban en condiciones de jugar.
Dos días después del empate 1-1, Brasil y Checoslovaquia regresaron al campo, pero con equipos muy diferentes, en gran parte por las lesiones del partido anterior. Vlastimil Kopecký abre el marcador. 0 - 1. Senecký disparó raso y Walter atajó, pero el balón se le escapó de las manos y pareció meterse medio metro en la portería antes de que el portero pudiera retirarlo. El árbitro francés Georges Capdeville no vio el segundo gol de Checoslovaquia y ordenó continuar el partido. Patesko sirve a Leónidas. 1 a 1. Leonidas pasa a Roberto. 2 a 1.
En semifinales, Leônidas se había lesionado y no jugó. Mário Filho criticó a Leônidas: «En el 38, ni siquiera jugó contra Italia por la súplica de su madre. Dijo que tenía un dolor aquí, el médico no pudo ver nada porque el dolor no se ve, no se toca".
La Italia ganó 2-1 y puso fin al sueño del primer Mundial. Una vez más, los brasileños se quejaron del arbitraje. El Jornal dos Sports publicó en portada: "Sin Leónidas y contra el juez Brasil fue derrotado". El diario publicó que Brasil realizó 117 ataques mientras que Italia produjo 109. Italia realizó 26 tiros a portería (6 fuera) y Brasil 9 (7 fuera). Con 4 córners de Italia y 2 de Brasil. El importante número de tiros a portería de los italianos corrobora la declaración del fallecido periodista João Saldanha: "Los italianos podrían haber ganado en una goleada. Yo estaba sentado detrás de la portería brasileña y vi a nuestro portero detener incluso el pensamiento. Nos bombardearon.".
Después de una primera parte sin goles, Gino Colaussi abrió el marcador para la Squadra Azzurra, a los seis minutos del segundo tiempo con un pase de Amadeo Biavati, el jugador más activo en el campo. Luego, Giuseppe Meazza aumentó la ventaja con un penalti cometido por Domingos da Guia. Fue el tercer penalti de Domingos en la competición. La decisión fue criticada en los periódicos. El penalti fue confirmado por el propio Domingos da Guia, en una entrevista con la BBC: "El delantero italiano detuvo el balón y me miró. Lo desarmé, me dio una patada y yo inmediatamente le respondí. Ese fue mi error. El árbitro lo vio y sancionó el penalti".
Brasil estaba tan seguro de ganar la semifinal contra Italia que requisó el único avión a París al día siguiente del partido. Tras perder contra Italia, se negaron a venderles billetes y el equipo italiano tuvo que viajar de Marsella a París en tren.
En la disputa por el tercer lugar, la victoria sobre la Suecia por 4 a 2 le dio a Brasil el tercer lugar de la competición. Para el Jornal dos Sports, fue una victoria fácil para Brasil. Brandão falla y Jonasson abre la cuenta. Andersson centra y Nyberg hace el segundo. Romeu en una bonita jugada individual, regatea tres y la reduce. 1 a 2. Roberto es derribado en el área, pero Patesko falla el penalti. Romeu centró al área. Leônidas se anticipó y dio un toque para tapar al portero. 2 a 2. Roberto pasó el balón a Leónidas, quien disparó desde lejos, a 35 metros, para anotar el tercero. Leónidas se lo entrega a Perácio. 4 a 2. 

## El gol descalzo
Una de las jugadas famosas del Mundial fue el gol descalzo que Leônidas anotó contra la Polonia: “Cada jugador sólo tenía una bota. El campo estaba embarrado y la bota acabó rompiéndose. Como tengo un pie pequeño, fue difícil encontrar una bota para cambiarla con alguien de la reserva. El uniforme de Brasil era una media negra, con ribetes verdes y amarillos. El árbitro no se dio cuenta de que no llevaba botas, de lo contrario no habría podido seguir jugando. Me quedé en el campo hasta que surgió una jugada, llegó el balón y terminé marcando con el pie descalzo”.

## Domingada
La jugada más controvertido de la competición tuvo lugar en la semifinal contra Italia. La selección brasileña perdía 1-0 cuando en el minuto 17 del segundo tiempo el italiano Silvio Piola provocó y Domingos da Guia cometió un penal infantil al atacar al italiano fuera de la jugada. Domingos da Guia garantizó que el partido estaba detenida y que la agresión fue una represalia. Como Domingos da Guia era un defensor con mucha técnica, que solía salir a jugar, el término "domingada" era un elogio cuando un defensor hacía una jugada con clase. En años posteriores, adquiriría un significado peyorativo en la prensa brasileña, como una expresión sinónimo de error grave e irresponsable de un defensor.

## Clasificación
Brasil clasifica al mundial luego de que Argentina abandonara el torneo.

## Jugadores
Esta fue la lista de 22 jugadores convocados para el torneo:

## Resultados
Brasil terminó en tercer lugar.

### Primera Ronda
| 5 de junio de 1938 | Brasil                                              | 6–5 (t. s.) | Polonia                                           | Stade de la Meinau, Strasbourg                          |                                                         |
|                    | Leônidas 18' 93' 104' · Romeu 25' · Perácio 44' 71' | Reporte     | Scherfke 23' (pen.) · Wilimowski 53' 59' 89' 118' | Asistencia: 13,452 espectadores Árbitro(s): Ivan Eklind | Asistencia: 13,452 espectadores Árbitro(s): Ivan Eklind |

### Cuartos de final
| 12 de junio de 1938                                       | Brasil       | 1–1 (t. s.) | Checoslovaquia     | Parc Lescure, Bordeaux                                      |                                                             |
|                                                           | Leônidas 30' | Reporte     | Nejedlý 65' (pen.) | Asistencia: 22,021 espectadores Árbitro(s): Pál von Hertzka | Asistencia: 22,021 espectadores Árbitro(s): Pál von Hertzka |
| Se juega un partido de desempate para definir al ganador. |              |             |                    |                                                             |                                                             |

| 14 de junio de 1938                       | Brasil                     | 2–1     | Checoslovaquia | Parc Lescure, Bordeaux                                         |                                                                |
|                                           | Leônidas 57' · Roberto 63' | Reporte | Kopecký 25'    | Asistencia: 18,141 espectadores Árbitro(s): Georges Capdeville | Asistencia: 18,141 espectadores Árbitro(s): Georges Capdeville |
| Partido de desempate de cuartos de final. |                            |         |                |                                                                |                                                                |

### Semifinales
| 16 de junio de 1938 | Italia                           | 2–1     | Brasil    | Stade Vélodrome, Marseille                                |                                                           |
|                     | Colaussi 51' · Meazza 60' (pen.) | Reporte | Romeu 87' | Asistencia: 33,000 espectadores Árbitro(s): Hans Wüthrich | Asistencia: 33,000 espectadores Árbitro(s): Hans Wüthrich |

### Tercer Lugar
| 19 de junio de 1938 | Suecia                    | 2–4     | Brasil                                     | Parc Lescure, Bordeaux                                    |                                                           |
|                     | Jonasson 28' · Nyberg 38' | Reporte | Romeu 44' · Leônidas 63' 74' · Perácio 80' | Asistencia: 12,000 espectadores Árbitro(s): John Langenus | Asistencia: 12,000 espectadores Árbitro(s): John Langenus |

### Goleadores
| N.° | Jugador  | Goles | PJ |
| --- | -------- | ----- | -- |
| 1.° | Leônidas | 7     | 4  |
| 2.° | Romeu    | 3     | 4  |
| 3.° | Perácio  | 2     | 3  |
| 4.° | Roberto  | 1     | 2  |

## Asistencias
| N.° | Jugador  | Asistencias | PJ |
| --- | -------- | ----------- | -- |
| 1.° | Leônidas | 3           | 4  |
|     | Romeu    | 3           | 4  |
| 2.° | Perácio  | 1           | 3  |
|     | Patesko  | 1           | 3  |
|     | Roberto  | 1           | 2  |